# 乾道 (宋)
乾道（けんどう）は、中国・南宋時代に孝宗の治世で用いられた元号。1165年 - 1173年。

## 西暦等との対照表
| 乾道 | 元年     | 2年      | 3年      | 4年      | 5年      | 6年      | 7年      | 8年      | 9年      |
| 西暦 | 1165年   | 1166年   | 1167年   | 1168年   | 1169年   | 1170年   | 1171年   | 1172年   | 1173年   |
| 干支 | 乙酉     | 丙戌     | 丁亥     | 戊子     | 己丑     | 庚寅     | 辛卯     | 壬辰     | 癸巳     |
| 金   | 大定5年  | 大定6年  | 大定7年  | 大定8年  | 大定9年  | 大定10年 | 大定11年 | 大定12年 | 大定13年 |
| 西夏 | 天盛17年 | 天盛18年 | 天盛19年 | 天盛20年 | 天盛21年 | 乾祐元年 | 乾祐2年  | 乾祐3年  | 乾祐4年  |

## 出来事
- 乾道元年
  - 正月元日：即日改元。
  - 正月9日：金と和約を結ぶ（2度目）。両国関係は叔姪と定め、金に送る歳貢の名称を歳幣（中国語版）に改める。歳幣の内容として、銀は5万両減らして20万両、絹は5万匹減らして20万匹となる。国境は従来通り淮水から大散関に至る境界線を維持する。
  - 8月7日：郴州の渓峒蛮の反乱が平定される。
  - 9月29日：淮水沿いの諸州に都巡検が設置される。
- 乾道2年
  - 6月3日：両浙路の市舶司を廃する。
  - 11月9日：内蔵庫の銀をすべて放出して会子に換える。
- 乾道3年
  - 正月11日：三省戸房国用司が設置される。
- 乾道4年
  - 正月19日：秦檜の子孫に与えられた蔭補を剥奪する。
  - 3月22日：使用期限と額面価格を定めた新会子の発行が始まる。
  - 5月25日：乾道暦が施行される。
  - 7月：西夏の密使が四川に来て西藩を挟撃することを提案したが、実現しない。
  - 7月10日：沿江水軍制置司を廃する。
- 乾道5年
  - 2月21日：国用司を廃し、その業務は三省戸房に帰する。
  - 8月6日：虞允文が尚書右僕射・同平章事となる。
  - 11月：広東の水軍を増強し、明州定海県の水軍を御前水軍とする。
- 乾道6年
  - 正月2日：雅州の沙平蛮が辺境を侵寇する。
  - 3月：三省・枢密院の官吏を減らす。
  - 4月1日：鋳銭司を廃するが、翌年に復する。
  - 5月4日：六部の官吏を減らす。
  - 9月15日：蘇軾に「文忠」の諡が贈られる。
  - 12月28日：発運司を廃する。
- 乾道7年
  - 2月19日：寺院・道観の税役免除を撤廃する。
  - 3月1日：宋が金に国書の受付のための礼式を改めることを求めたが、断られる。
- 乾道8年
  - 正月元日：『乾道勅令格式』が公布される。
  - 2月6日：尚書僕射・同平章事の官名を丞相に改める。
  - 9月：明州知州の趙伯圭を通じて日本に国書と贈り物が送られる（日宋貿易）。
  - 9月12日：虞允文が自ら請うことにより四川宣撫使に赴任する。
- 乾道9年
  - 2月12日：黎州の青羌が乱を起こす。
  - 3月2日：金との国境地帯にて銀・絹の交易を禁ずる。
  - 8月16日：水利の振興を勧める詔勅が出る。
  - 10月28日：金の賀生辰使が国書の受付をめぐる摩擦のため返る。
  - 11月9日：翌年より「淳熙」へ踰年改元の詔が下る。
  - 12月21日：臨安の城壁を甎石に改築する。